# Сиракуза (округ)
Округ Сиракуза (итал. Provincia di Siracusa) је округ у оквиру покрајине Сицилија у јужном Италији. Седиште округа и највеће градско насеље је истоимени град Сиракуза.
Површина округа је 2.109 km², а број становника 404.847 (2013. године).

## Природне одлике
Округ Сиракуза чини југоисточни део острва и историјске области Сицилија. Он се налази у југозападном делу државе, са изласком на Јонско море на истоку. Уз море се налази узан, плодан и густо насељен приморски део. Западна половина округа је планинска - Иблејске планине. 

## Становништво
По последњим проценама из 2008. године у округу Сиракуза живи преко 400.000 становника. Густина насељености је велика, близу 200 ст/км². Приморски делови округа су знатно боље насељени, посебно око града Сиракузе. Планински део је ређе насељен и слабије развијен.
Поред претежног италијанског становништва у округу живе и известан број досељеника из свих делова света.

## Општине и насеља
У округу Сиракуза ји 21 општина (итал. Comuni).
Најважније градско насеље и седиште округа је град Сиракуза (122.000 ст.) у источном делу округа. Други по величини је град Аугуста (34.000 ст.) у североисточном делу округа.